# جسم مضاد نباتي

## جسم مضاد نباتي
جسم مضاد نباتي (بالإنجليزي : plantibody)، يتم إنتاج أجسام مضادة بواسطة محاصيل معدلة وراثيا, الأجسام المضادة جزء من جهاز المناعة للحيوان يتم إنتاجها في النبات بواسطة تحويل الجينات المضادة الحيوانية. أنتجت لأول مرة عام 1989أجسام مضادة للفئران من نبات التبغ,على الرغم من أن النباتات لاتنتج أجسام مضادة طبيعية، إلا أن الجسم المضاد النباتي أثبت عمله نفس مجال الأجسام المضادة الطبيعية.
مصطلح جسم مضاد نباتي فضلا عن مفهوم العلامة التجارية لمؤسسة بيولكس.
هناك احتمال لتطبيقين رئيسيين للجسم المضاد النباتي، هناك عدد من الشركات بالإضافة إلى بيولكس بما فيها كوكب التكنولوجيا الحيوية (بالإنجليزي: Planet Biotechnology) في كاليفورنيا وMedicago في كندا يتابعون التطورات التجارية للجسم المضاد النباتي كعلاجات لكل شيء من السرطان إلى نزلات البرد.
ثانيا، الأجسام المضادة المنتجة قد تستخدم في مقاومة مسببات الأمراض للمحاصيل النباتية[2].